# Rosa Luisa Goróstegui
Rosa Luisa Goróstegui Castañer fue una actriz española nacida en La Habana.

## Trayectoria
Actriz de amplia trayectoria teatral, sus inicios profesionales se encuentran en la década de 1910. Sobre las tablas y a lo largo de más de 50 años intervino en decenas de montajes. En sus inicios formó parte de la compañía de Rosario Pino (El hombrecito, La losa de los sueños, 1913), pasando después a la de Carmen Moragas (Los pescadores, 1924), y más tarde trabajó con Margarita Xirgu, por ejemplo en Pepita Jiménez, de Juan Valera (1925)  o La princesa bebé (1927); con posterioridad, otras obras que pueden mencionarse incluyen Yo soy el ladrón (1943), de Giovanni Centazo, El río se entró en Sevilla (1963), de José María Pemán o Las viejas difíciles (1966), de Carlos Muñiz.
A lo largo de su carrera únicamente hizo tres incursiones en el cine: El diablo también llora (1965), de José Antonio Nieves Conde, El mundo sigue (1965), de Fernando Fernán Gómez y Tristana, de Luis Buñuel.
Presente en Televisión española desde los primeros años de existencia del nuevo medio en España, intervino, hasta principios de la década de 1970, en numerosos espacios dramáticos de teatro televisado como Gran Teatro, Primera Fila, Estudio 1 o Novela, así como la serie El Séneca, con Antonio Martelo.

## Relaciones familiares
Hermana del también actor Julio Goróstegui. Casada con el también actor José Ruste, del que enviudó en 1942, fueron padres de la actriz María del Pilar Ruste.